# Heinrich IV. (Mecklenburg)

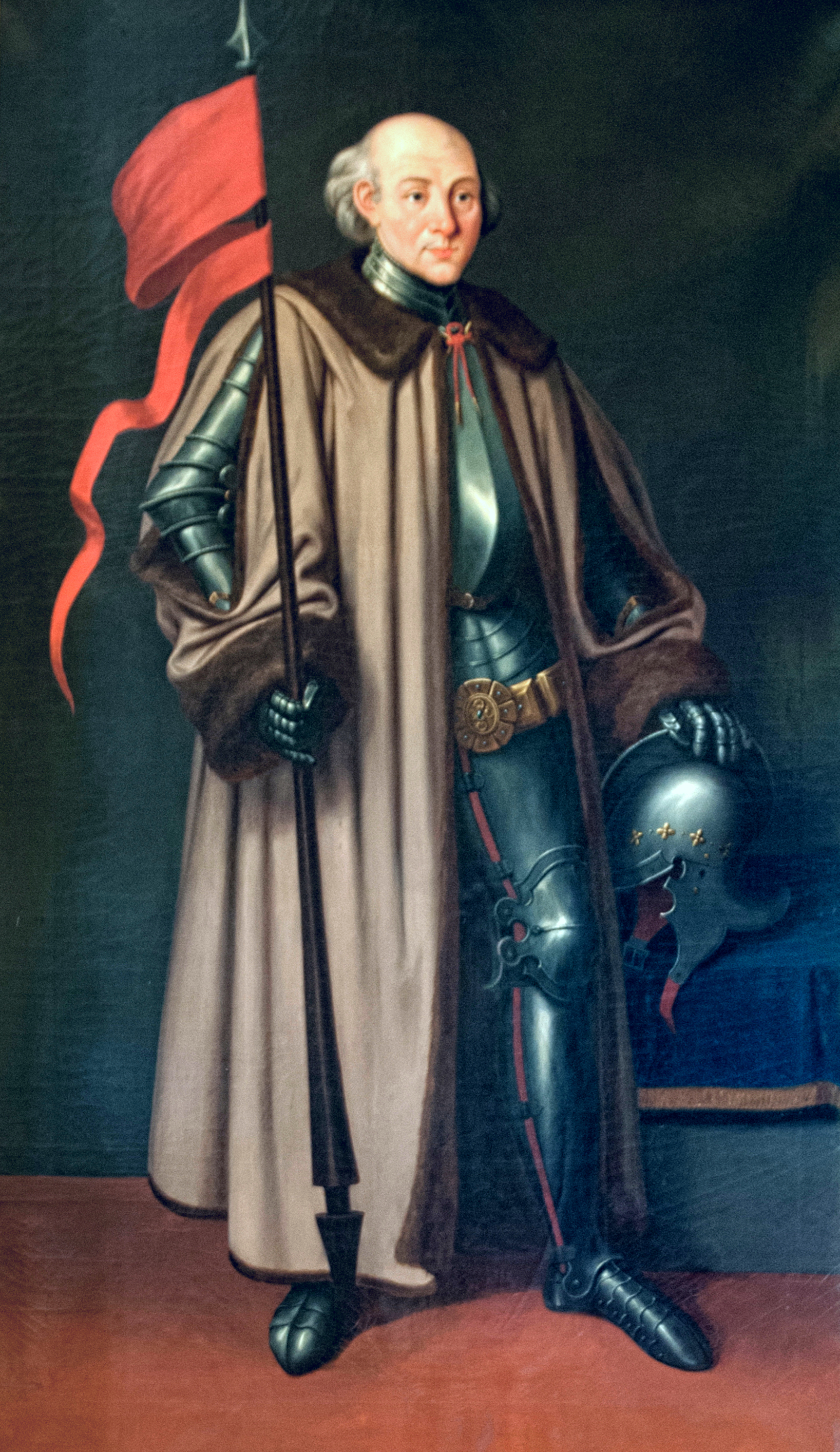
Heinrich der Dicke

Heinrich IV., Herzog zu Mecklenburg, genannt der Dicke (* 1417; † 9. März 1477) war von 1422 bis 1477 regierender Herzog zu Mecklenburg.

## Leben
Herzog Heinrich IV., wegen seiner verschwenderischen Lebensweise und der entsprechenden Fettleibigkeit auch der Dicke genannt, wurde als Sohn des Herzogs Johann IV. zu Mecklenburg und der Katharina von Sachsen-Lauenburg geboren.
Er regierte nach dem Tod des Vaters und Albrechts V., bis 1436 unter Regentschaft seiner Mutter Katharina, zusammen mit seinem Bruder Johann V. († 1442).
Er heiratete im Mai 1432 Dorothea, die Tochter des Kurfürsten Friedrich I. von Brandenburg.
Durch den Tod Wilhelms, Fürst zu Werle im Jahr 1436, mit dem die Linie Werle im Mannesstamm ausstarb, fiel das Fürstentum an das Herzogtum Mecklenburg. Nachdem auch Ulrich II. von Mecklenburg-Stargard 1471 starb, war Mecklenburg wieder unter einem Herrscher vereinigt.
Durch Vermittlung Heinrichs endete Ende im Mai 1472 der Stettiner Erbfolgekrieg zwischen den pommerschen Herzögen und dem brandenburgischen Kurfürsten.
Zum Ende seines Lebens übergab er mehr und mehr seinen Söhnen Albrecht VI., Johann VI., und Magnus II. die Regierungsgeschäfte. Letztgenannter übernahm nach dem Tode Heinrichs und dem Tod seiner beiden älteren Brüder Johann (1474) und Albrecht (1483), die alleinige Nachfolge. Magnus noch lebender jüngerer Bruder Balthasar kümmerte sich kaum um die Regierungsgeschäfte.
Heinrich wurde im Münster in Doberan begraben.

## Kinder
- Albrecht VI. (1438–1483), Herzog zu Mecklenburg
- Johann VI. (1439–1474), Herzog zu Mecklenburg
- Magnus II. (1441–1503), Herzog zu Mecklenburg
- Katharina (1442–1451/52)
- Anna (1447–1464)
- Elisabeth (1449–1506), Äbtissin im Klarissenkloster Ribnitz
- Balthasar (1451–1507) Herzog zu Mecklenburg, Koadjutor im Bistum Schwerin bis 1479